# Fernando Verdasco
Fernando Verdasco Pahima Carmona (* 15. listopadu 1983 v Madridu) je španělský profesionální tenista, který na okruh ATP World Tour vstoupil v roce 2001. Ve své dosavadní kariéře vyhrál na okruhu ATP World Tour sedm singlových turnajů, když první z nich získal na antuce v roce 2004 na domácím turnaji Valencia Open a sedm deblových turnajů. Na challengerech ATP a okruhu ITF získal dva tituly ve dvouhře a čtyři ve čtyřhře.
Na žebříčku ATP byl nejvýše ve dvouhře klasifikován v dubnu 2009 na 7. místě a ve čtyřhře pak v listopadu 2013 na 8. místě. Trénují ho bývalí španělští tenisté David Sánchez a Sergio Pérez. Na juniorském kombinovaném žebříčku ITF byl nejvýše hodnocen v červnu 2001 na 294. místě.
Na nejvyšší grandslamové úrovni se v mužské dvouhře nejdále probojoval do semifinále melbournského Australian Open 2009, kde v pěti setech podlehl krajanovi a pozdějšímu vítězi celého turnaje Rafaelu Nadalovi.  Zápas sám považoval za jeden z největších grandslamových semifinále všech dob.
Ve španělském daviscupovém týmu debutoval jako 21letý v roce 2005 utkáním 1. kola světové skupiny proti Slovensku, když nejprve nezvládl dvouhru proti Dominiku Hrbatému a už za rozhodnutého stavu zvítězil v posledním utkání nad Kamilem Čapkovičem. Španělsko v sérii prohrálo 1:4 na zápasy. V letech 2008, 2009 a 2011 získal s týmem Španělska vítězství v Davis Cupu. Do roku 2016 v soutěži nastoupil ke devatenácti mezistátním utkáním s bilancí 9–5 ve dvouhře a 9–8 ve čtyřhře.

## Finálové účasti na turnajích ATP World Tour
| Legenda (před/od 2009)                                            |
| D – dvouhra; Č – čtyřhra                                          |
| Grand Slam (0–0)                                                  |
| Tennis Masters Cup / ATP World Tour Finals (1–0 Č)                |
| ATP Masters Series / ATP World Tour Masters 1000 (0–1 D; 0–1 Č)   |
| ATP International Series Gold / ATP World Tour 500 (1–3 D; 2–2 Č) |
| ATP International Series / ATP World Tour 250 (6–10 D; 4–2 Č)     |

| Tituly dle povrchu    |
| --------------------- |
| tvrdý (2–4 D; 3–3 Č)  |
| antuka (5–9 D; 4–1 Č) |
| tráva (0–1 D)         |
| koberec (0–0)         |

### Dvouhra: 21 (7–14)
| Stav      | Č.  | Datum             | Turnaj                         | Povrch    | Soupeř ve finále      | Výsledek finále          |
| --------- | --- | ----------------- | ------------------------------ | --------- | --------------------- | ------------------------ |
| Finalista | 1.  | 7. března 2004    | Acapulco, Mexiko               | antuka    | Carlos Moyà           | 3–6, 0–6                 |
| Vítěz     | 1.  | 12. dubna 2004    | Valencia, Španělsko            | antuka    | Albert Montañés       | 7–6(7–5), 6–3            |
| Finalista | 2.  | 30. července 2005 | Kitzbühel, Rakousko            | antuka    | Gastón Gaudio         | 6–2, 2–6, 4–6, 4–6       |
| Finalista | 3.  | 27. října 2007    | Petrohrad, Rusko               | tvrdý (h) | Andy Murray           | 2–6, 3–6                 |
| Finalista | 4.  | 22. června 2008   | Nottingham, Spojené království | tráva     | Ivo Karlović          | 5–7, 7–6(7–4), 6–7(8–10) |
| Vítěz     | 2.  | 20. července 2008 | Umag, Chorvatsko               | antuka    | Igor Andrejev         | 3–6, 6–4, 7–6(7–4)       |
| Finalista | 5.  | 5. ledna 2009     | Brisbane, Austrálie            | tvrdý     | Radek Štěpánek        | 6–3, 3–6, 4–6            |
| Vítěz     | 3.  | 29. srpna 2009    | New Haven, Spojené státy       | tvrdý     | Sam Querrey           | 6–4, 7–6(8–6)            |
| Finalista | 6.  | 4. října 2009     | Kuala Lumpur, Malajsie         | tvrdý (h) | Nikolaj Davyděnko     | 4–6, 5–7                 |
| Vítěz     | 4.  | 14. února 2010    | San José, Spojené státy        | tvrdý (h) | Andy Roddick          | 3–6, 6–4, 6–4            |
| Finalista | 7.  | 18. dubna 2010    | Monte Carlo, Monako            | antuka    | Rafael Nadal          | 0–6, 1–6                 |
| Vítěz     | 5.  | 25. dubna 2010    | Barcelona, Španělsko           | antuka    | Robin Söderling       | 6–3, 4–6, 6–3            |
| Finalista | 8.  | 22. května 2010   | Nice, Francie                  | antuka    | Richard Gasquet       | 3–6, 7–5, 6–7(5–7)       |
| Finalista | 9.  | 13. února 2011    | San José, Spojené státy        | tvrdý (h) | Milos Raonic          | 6–7(6–8), 6–7(5–7)       |
| Finalista | 10. | 1. května 2011    | Estoril, Portugalsko           | antuka    | Juan Martín del Potro | 2–6, 2–6                 |
| Finalista | 11. | 31. července 2011 | Gstaad, Švýcarsko              | antuka    | Marcel Granollers     | 4–6, 6–3, 3–6            |
| Finalista | 12. | 4. března 2012    | Acapulco, Mexiko (2)           | antuka    | David Ferrer          | 1–6, 2–6                 |
| Finalista | 13. | 14. července 2013 | Båstad, Švédsko                | antuka    | Carlos Berlocq        | 5–7, 1–6                 |
| Vítěz     | 6.  | 13. dubna 2014    | Houston, Spojené státy         | antuka    | Nicolás Almagro       | 6–3, 7–6(7–4)            |
| Vítěz     | 7.  | 25. dubna 2016    | Bukurešť, Rumunsko             | antuka    | Lucas Pouille         | 6–3, 6–2                 |
| Finalista | 14. | 17. července 2016 | Båstad, Švédsko (2)            | antuka    | Albert Ramos-Viñolas  | 3–6, 4–6                 |

### Čtyřhra: 12 (7–5)
| Stav      | Č. | Datum              | Turnaj                            | Povrch    | Partner                | Soupeři ve finále                              | Výsledek finále            |
| --------- | -- | ------------------ | --------------------------------- | --------- | ---------------------- | ---------------------------------------------- | -------------------------- |
| Vítěz     | 1. | 1. listopadu 2004  | Stockholm, Švédsko                | tvrdý (h) | Feliciano López        | Wayne Arthurs Paul Hanley                      | 6–4, 6–4                   |
| Finalista | 1. | 22. července 2007  | Stuttgart, Německo                | antuka    | Guillermo García-López | František Čermák Leoš Friedl                   | 4–6, 4–6                   |
| Finalista | 2. | 10. ledna 2009     | Brisbane, Austrálie               | tvrdý     | Mischa Zverev          | Marc Gicquel Jo-Wilfried Tsonga                | 4–6, 3–6                   |
| Vítěz     | 2. | 25. února 2012     | Buenos Aires, Argentina           | antuka    | David Marrero          | Michal Mertiňák André Sá                       | 6–4, 6–4                   |
| Vítěz     | 3. | 3. března 2012     | Acapulco, Mexiko                  | antuka    | David Marrero          | Marcel Granollers Marc López                   | 6–3, 6–4                   |
| Vítěz     | 4. | 14. července 2012  | Umag, Chorvatsko                  | antuka    | David Marrero          | Marcel Granollers Marc López                   | 6–3, 7–6(7–4)              |
| Vítěz     | 5. | 22. července 2012  | Hamburk, Německo                  | antuka    | David Marrero          | Rogério Dutra da Silva Daniel Muñoz de la Nava | 6–4, 6–3                   |
| Finalista | 3. | 28. října 2012     | Valencie, Španělsko               | tvrdý (h) | David Marrero          | Alexander Peya Bruno Soares                    | 3–6, 2–6                   |
| Vítěz     | 6. | 22. září 2013      | Petrohrad, Rusko                  | tvrdý (h) | David Marrero          | Dominic Inglot Denis Istomin                   | 7–6(8–6), 6–3              |
| Finalista | 4. | 13. října 2013     | Šanghaj, ČLR                      | tvrdý     | David Marrero          | Ivan Dodig Marcelo Melo                        | 6–7(2–7), 7–6(8–6), [2–10] |
| Vítěz     | 7. | 11. listopadu 2013 | ATP World Tour Finals, Londýn, SK | tvrdý (h) | David Marrero          | Bob Bryan Mike Bryan                           | 7–5, 6–7(3–7), [10–7]      |
| Finalista | 5. | 12. dubna 2014     | Houston, Spojené státy            | antuka    | David Marrero          | Bob Bryan Mike Bryan                           | 6–4, 4–6, [9–11]           |

### Finále soutěží družstev: 4 (4 tituly)

#### Davis Cup: 3 (3 tituly)
Verdasco nastoupil za La Armadu sedm let po sobě od roku 2005 do roku 2011, přičemž zvítězil v ročnících 2008, 2009, a naposledy v roce 2011.
| Rok  | Španělský tým                                                                                 | Fáze/Soupeř/Skóre                                                                                    |
| ---- | --------------------------------------------------------------------------------------------- | --- |
| 2008 | Fernando Verdasco Rafael Nadal David Ferrer Feliciano López Tommy Robredo Nicolás Almagro     | 1K: Peru 0–5 Španělsko ČF: Německo 1–4 Španělsko SF: Španělsko 4–1 USA FN: Argentina 1–3 Španělsko   |
| 2009 | Fernando Verdasco Rafael Nadal David Ferrer Feliciano López Tommy Robredo Juan Carlos Ferrero | 1K: Španělsko 4–1 Srbsko ČF: Španělsko 3–2 Německo SF: Španělsko 4–1 Izrael FN: Španělsko 5–0 Česko  |
| 2011 | Fernando Verdasco Rafael Nadal David Ferrer Feliciano López Marcel Granollers                 | 1K: Belgie 1–4 Španělsko ČF: USA 1–3 Španělsko SF: Španělsko 4–1 Francie FN: Španělsko 3–1 Argentina |

#### Hopman Cup: 1 (1 titul)
| Stav  | Č. | Datum         | Soutěž                       | Povrch    | Spoluhráči                    | Finalisté                      | Výsledek |
| ----- | -- | ------------- | ---------------------------- | --------- | ----------------------------- | ------------------------------ | -------- |
| Vítěz | 1. | 5. ledna 2013 | Hopman Cup, Perth, Austrálie | tvrdý (h) | Anabel Medinaová Garriguesová | Ana Ivanovićová Novak Djoković | 2–1      |

### Exhibice: 2 (2 výhry)
| Stav  | Č. | Datum          | Turnaj               | Povrch | Soupeř ve finále    | Výsledek        |
| ----- | -- | -------------- | -------------------- | ------ | ------------------- | --------------- |
| Vítěz | 1. | 16. ledna 2010 | Melbourne, Austrálie | tvrdý  | Jo-Wilfried Tsonga  | 7–5, 6–3        |
| Vítěz | 2. | 16. ledna 2015 | Melbourne, Austrálie | tvrdý  | Alexandr Dolgopolov | 7–6(7–3), skreč |

## Postavení na žebříčku ATP na konci sezóny

### Dvouhra
| Rok    | 1999  | 2000    | 2001   | 2002   | 2003   | 2004  | 2005  | 2006  | 2007  | 2008  | 2009 | 2010 | 2011  | 2012  | 2013  | 2014  | 2015  |
| Pořadí | 1031. | ▼ 1334. | ▲ 462. | ▲ 173. | ▲ 107. | ▲ 36. | ▲ 33. | ▼ 35. | ▲ 26. | ▲ 16. | ▲ 9. | ▬ 9. | ▼ 24. | ▬ 24. | ▼ 30. | ▼ 33. | ▼ 49. |

### Čtyřhra
| Rok    | 2001 | 2002   | 2003   | 2004  | 2005  | 2006   | 2007   | 2008  | 2009  | 2010   | 2011   | 2012  | 2013 | 2014  | 2015  |
| Pořadí | 539. | ▼ 580. | ▼ 866. | ▲ 88. | ▲ 84. | ▼ 230. | ▲ 111. | ▲ 52. | ▼ 84. | ▼ 201. | ▼ 391. | ▲ 29. | ▲ 8. | ▼ 37. | ▼ 99. |

### Profily
- Fernando Verdasco na stránkách ATP Tour (anglicky)
- Fernando Verdasco na stránkách Mezinárodní tenisové federace (anglicky)
- Fernando Verdasco na stránkách Davis Cupu (anglicky)
- (anglicky) Neoficiální stránky Fernanda Verdasca
- (anglicky) Výsledky zápasů Fernanda Verdasca
- (anglicky) Historie pořadí ve světovém žebříčku
- (anglicky) Statistiky Fernanda Verdasca